# فيرينا فون شترينج
فيرينا فون شترينج (بالألمانية: Verena von Strenge)‏ (و. 1975  م) هي مغنية ألمانية، ولدت في ميونخ.

## التعليم
تعلمت في جامعة برلين للتكنولوجيا.

## روابط خارجية
- فيرينا فون شترينج على موقع IMDb (الإنجليزية)
- فيرينا فون شترينج على موقع ميوزك برينز (الإنجليزية)
- فيرينا فون شترينج على موقع ديسكوغز (الإنجليزية)